# Champlive
Champlive je francouzská obec v departementu Doubs v regionu Burgundsko-Franche-Comté. Žije zde 250 obyvatel.

## Geografie

### Sousední obce
| Růžice kompasu | Laissey | Ougney-Douvot |                         | Růžice kompasu |
| Růžice kompasu | Deluz   | Sever         | Dammartin-les-Templiers | Růžice kompasu |
| Růžice kompasu | Deluz   | Champlive     | Dammartin-les-Templiers | Růžice kompasu |
| Růžice kompasu | Deluz   | Jih           | Dammartin-les-Templiers | Růžice kompasu |
| Růžice kompasu | Osse    | Bouclans      | Glamondans              | Růžice kompasu |